# بيتر بيرغيرون
بيتر بيرغيرون (بالإنجليزية: Peter Bergeron)‏ هو لاعب كرة قاعدة أمريكي، ولد في 9 نوفمبر 1977 في غرينفيلد في الولايات المتحدة.

## وصلات خارجية
- بيتر بيرغيرون على موقعبيزبول رفرنس.كوم (الدوري الرئيسي) (الإنجليزية)
- بيتر بيرغيرون على موقعبيزبول رفرنس.كوم (الدوري الثانوي) (الإنجليزية)
- بيتر بيرغيرون على موقع مشجعي الرسوم البيانية (الإنجليزية)